# Лак-де-Нарле
Лак-де-Нарле (фр. Lac de Narlay) — озеро в департаменті Жура у Франції.